# Hospital Country 2000
El Hospital Country 2000  es un hospital ubicado en Guadalajara, Jalisco, México. Es un hospital privado que ofrece una variedad de servicios médicos y quirúrgicos a sus pacientes. Sin embargo, la disponibilidad de servicios, la calidad de atención y otros detalles específicos pueden variar con el tiempo.

## Historia
Hospital Country 2000 se encuentra en Guadalajara y abrió sus puertas al público el 14 de febrero del año 2000. Desde entonces, ha experimentado un crecimiento en términos de capacidad y servicios ofrecidos. Inicialmente reconocido por la comunidad local, el hospital ha trabajado en el mejoramiento continuo de sus servicios, lo que ha resultado en su expansión a lo largo de dos décadas.
Pasados más de 20 años desde su apertura, el Hospital Country 2000 ha aumentado su capacidad al cuádruple de lo que originalmente ofrecía. Ahora es uno de los hospitales de mayor tamaño en Guadalajara y está entre los mejor dotados del estado en términos de equipo y facilidades. Su gama de servicios y su posición en el sector salud ha llevado a que pacientes de diferentes partes de México busquen atención en esta institución.